# Legacy of Kain: Soul Reaver 2
Legacy of Kain: Soul Reaver 2 (Japans: "ソウルリーバー2) is een Computerspel dat werd uitgegeven door Eidos Interactive. Het spel kwam in 2001 uit voor de Sony PlayStation 2 en Microsoft Windows. Het spel gaat waar Legacy of Kain: Soul Reaver is gestopt. Raziel ontdekt een weg terug in de tijd en ontmoet Mobius. Mobius is een van de ‘Circle of the Nine’, die hem opzweept door te gaan met zijn opdracht wraak te nemen op de vampier Kain. Raziel willigt dit verzoek in en zal de kennis en wapens ontdekken om hem te verslaan.

## Ontvangst
| Beoordeeld door        | Uitgave | Platform      | Score |
| ---------------------- | ------- | ------------- | ----- |
| UOL Jogos              | 2002    | PlayStation 2 | 100%  |
| GameGenie              | 2001    | Windows       | 100%  |
| GameZone               | 2001    | PlayStation 2 | 89%   |
| IGN                    | 2001    | Windows       | 88%   |
| Game Informer Magazine | 2001    | PlayStation 2 | 85%   |
| PC Gameplay (Benelux)  | 2002    | Windows       | 84%   |
| Gamesmania             | 2001    | Windows       | 82%   |
| PC Gamer               | 2002    | Windows       | 79%   |
| 4Players.de            | 2001    | Windows       | 77%   |
| Game Revolution        | 2001    | PlayStation 2 | 75%   |